# Rincón (Catamarca)
Rincón es una localidad de la provincia de Catamarca (Argentina), perteneciente al distrito de Saujil dentro del Departamento Pomán.
La localidad se encuentra al pie de la falda occidental de la Sierra de Ambato. Se accede a través de un camino que se desprende desde la Ruta Provincial 46.

## Población
Cuenta con 554 habitantes (Indec, 2001) lo que no representa cambio significativo frente a los 555 habitantes (Indec, 1991) del censo anterior.

## Orígenes de Rincón
La localidad de Rincón es una comunidad de origen español, ubicada en la ladera oeste de las cierra del Ambato, en dirección del Cerro el Manchao de 4560 m s.n.m.
Esta población, según algunas referencias, se formó a comienzos o a mediados del siglo XVll.
Algunos estudioso de la historia dicen: Malcasco, lugar situado a 10 km del actual Rincón, entre Saujíl y Siján en el departamento Pomán. Luego por haberse agotado el caudal del Río por el cual la población se abastecía de agua, sus habitantes se trasladaron hacia el cerro en busca de agua. y ha si nació "Rincón de Malcasco" que actualmente es Rincón.
El nombre de "Rincón de Malcasco" se mantuvo hasta el año 1910 aproximadamente.
Con anterioridad, alrededor del año 1810, en los libros del Curato de Belén aparece la población identificada con estos nombres: Malcasco de san Isidro, Rincón de san Isidro, Rincón de Malcasco.
Después de que cambio de nombres tantas veces este pueblo se quedó con el nombre "Rincón" y se mantiene hasta la actualidad.

## Terremoto de Catamarca 1898
Ocurrió el 4 de febrero de 1898, a las 12.57 de 6,4 en la escala de Richter; a 28º26' de Latitud Sur y 66º09' de Longitud Oeste (28°26′59″S 66°9′0″O / -28.44972, -66.15000)
Destruyó la localidad de Saujil, y afectó severamente los pueblos de Pomán, Mutquín, y entorno. Hubo heridos y contusos. Ante la desesperación, los habitantes del Departamento acudieron a la misericordia del Señor del Milagro, patrono de esa localidad, que aligeró los corazones y desde entonces en agradecimiento, la gente del departamento se reúne en Saujil cada 4 de febrero para conmemorar el milagro.

### Sismicidad
La sismicidad de la región de Catamarca es frecuente y de intensidad baja, y un silencio sísmico de terremotos medios a graves cada 30 años en áreas aleatorias. Sus últimas expresiones se produjeron:
- 21 de marzo de 1892 (133 años), a las 1.45 UTC-3 con 6,0 Richter; como en toda localidad sísmica, aún con un silencio sísmico corto, se olvida la historia de otros movimientos sísmicos regionales (terremoto de Recreo de 1892)
- 21 de octubre de 1966 (58 años), a las 12.39 UTC-3 con 5,0 Richter
- 3 de noviembre de 1973 (51 años), a las 14.17 UTC-3 con 5,8 Richter: además de la gravedad física del fenómeno se unió el olvido de la población a estos eventos recurrentes
- 7 de septiembre de 2004 (20 años), a las 8.53 UTC-3, con una magnitud aproximadamente de 6,5 en la escala de Richter (terremoto de Catamarca de 2004)[1]